# تويلة شامي (بزكش)
تویلة شامي (بالفارسية: طویله شامی) هي منطقة سكنية تقع في إيران في قسم بزكش الریفي. يقدر عدد سكانها بـ 84 نسمة .